# Kauri Museum

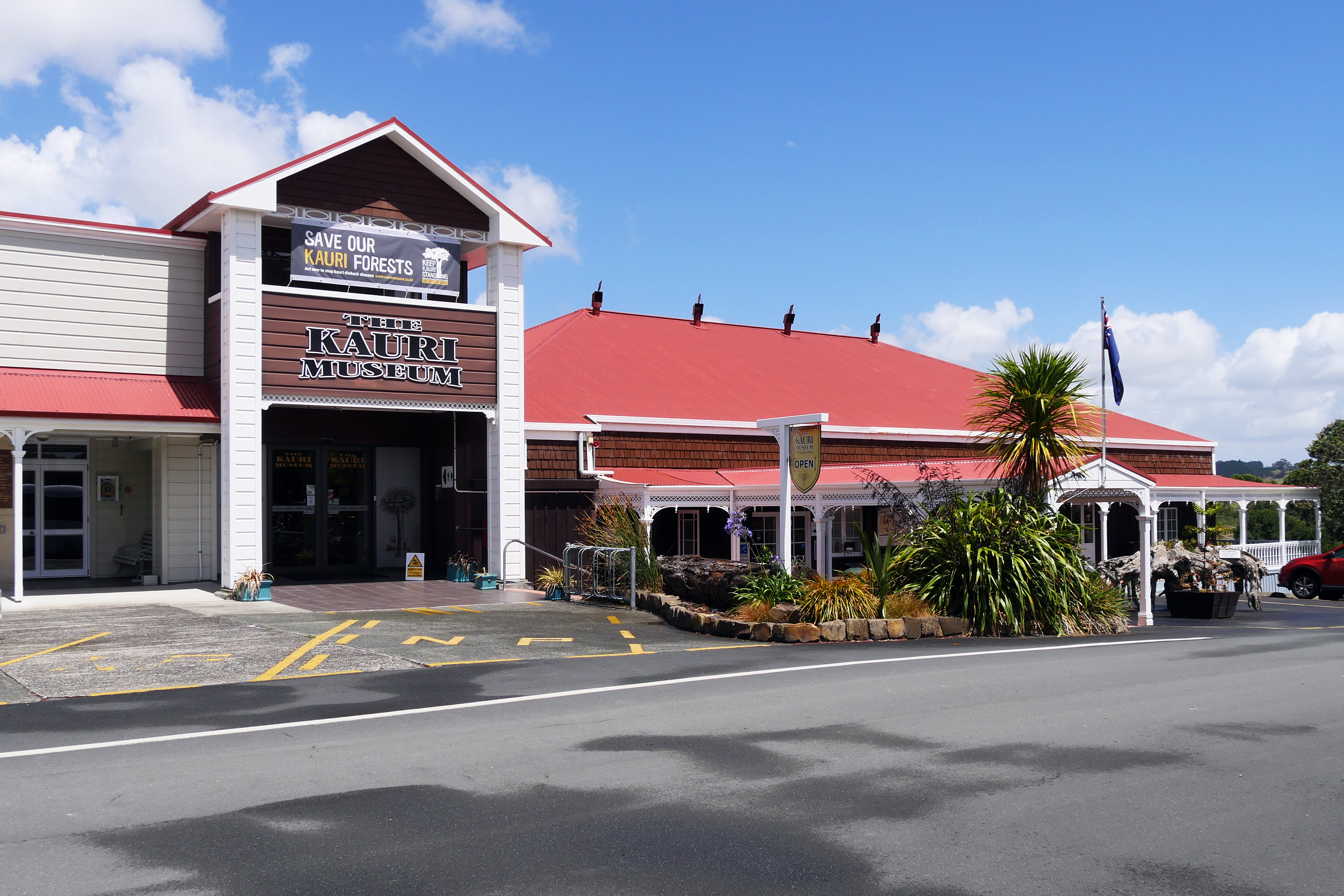
Kauri Museum in Matakohe

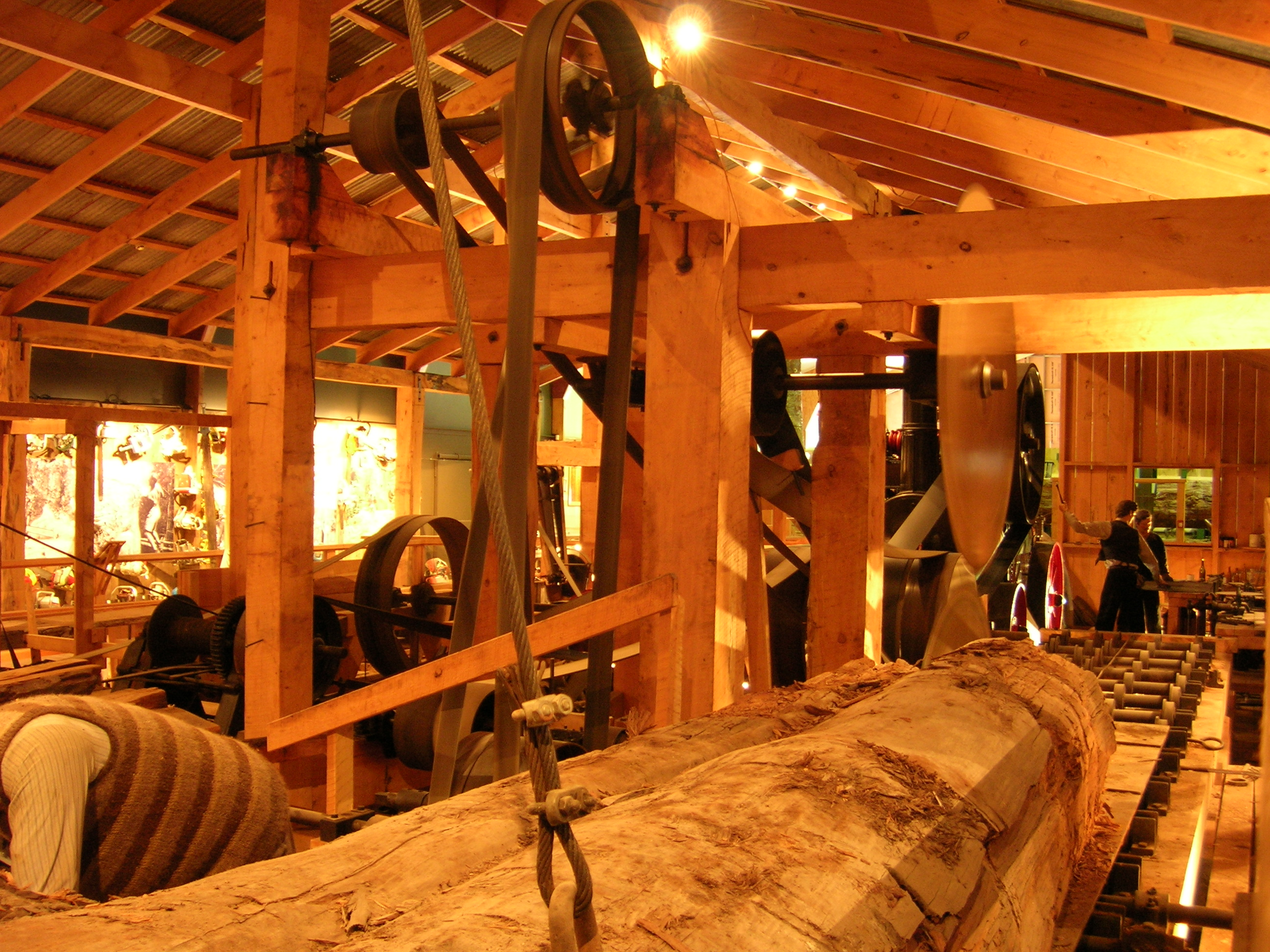
Blick in das Sägewerk

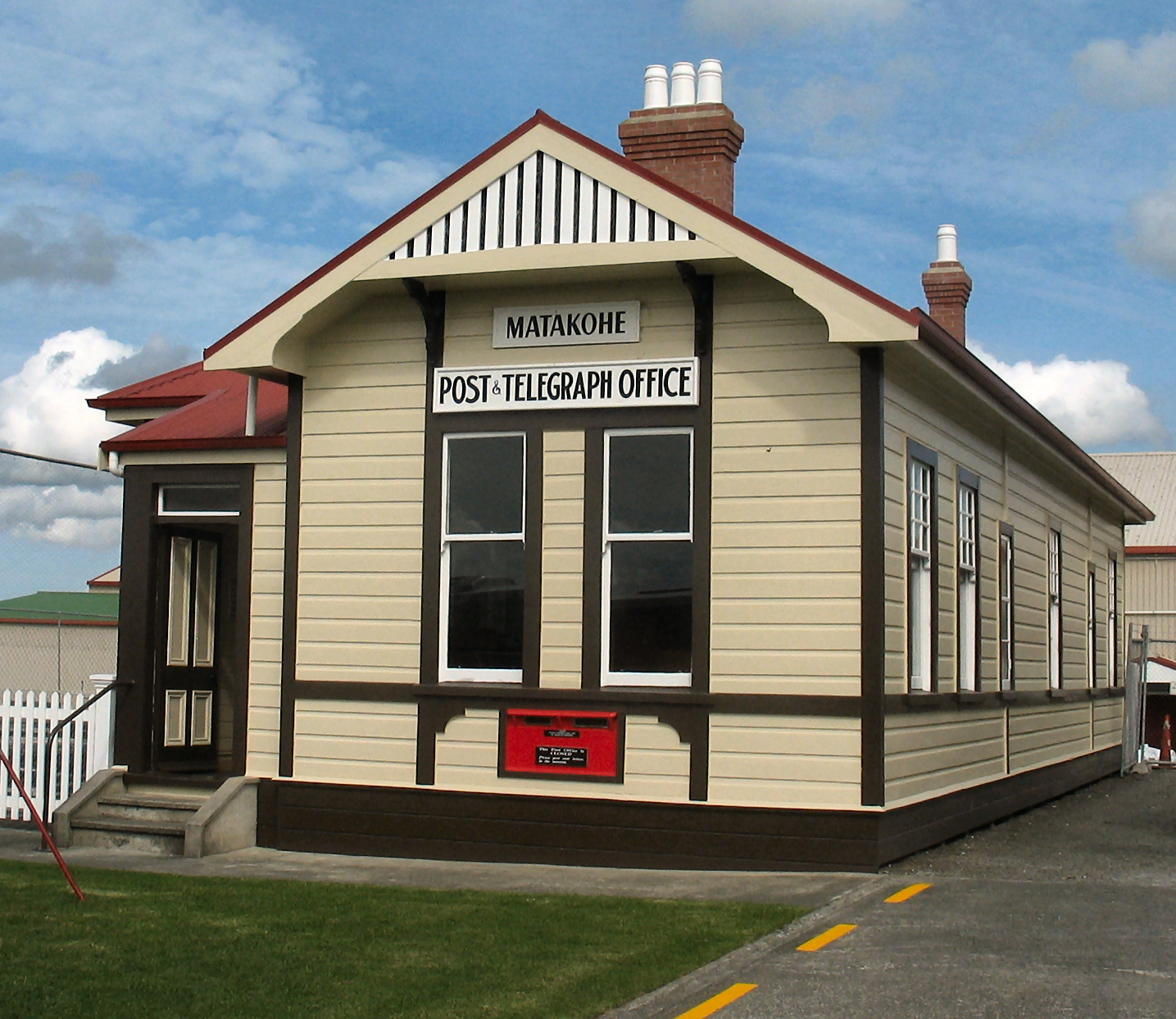
Postamt von Matakohe

Das Kauri Museum ist ein Museum in Matakohe in der neuseeländischen Region Northland. Es widmet sich dem Kauri-Baum und dem von ihm stammenden fossilen Kauri-Harz sowie der Pionierzeit Neuseelands.

## Ausstellung
Der Rundgang durch das Museum beginnt in der „Vounteers Hall“, in der ein 22,5 m langer Längsschnitt eines großen Kauribaumes aufgestellt ist. Eine Stirnwand zeigt die Durchmesser der größten historischen und lebenden Kauribäume. In dem Raum befindet sich außerdem eine Fotoausstellung, der Tisch eines der Generalgouverneure von Neuseeland und die Nachbildung einer Holzwerkstatt.
In der benachbarten Halle befindet sich ein dampfbetriebenes Sägewerk, in dem Kauribäume zugeschnitten wurden. Außerdem sind verschiedene Maschinen mit Zusammenhang zur Kauriholzindustrie ausgestellt.
Der hintere Teil der Halle wird vom Otomatea Boarding House eingenommen. Dieses 2006 eröffnete Haus wurde den Boarding Houses des Kaipara District um 1910 nachempfunden. In den Räumen des Hauses sind historische Möbel aufgestellt, mit Puppen werden Szenen aus dem Leben der damaligen Zeit nachgestellt, in der solche Unterkünfte an der Küste den Schiffsreisenden als Unterkunft dienten.
Ein Seitenflügel des Sägewerkes zeigt verschiedene Maschinen aus der Pionierzeit wie Melkmaschinen, Geräte zur Schafschur, eine Brennholzsäge und einen Caterpillar-Schlepper Cat 60 von 1929.
Der Smith-Flügel des Museums zeigt Gerätschaften zum Fällen und Transport der Kauri-Bäume und zur Gewinnung von Kauriharz. In einer Ecke des Raumes ist eine Schmiederwerkstatt eingerichtet.
Im sich anschließenden Sterling-flügel wird in 6 Zimmern ein Herrenhaus um 1910 mit Möbeln aus dieser Zeit und Puppen dargestellt. Der Tudor-Collings-Flügel und der Ross-Flügel stellen Möbel, Vertäfelungen und Schnitzarbeiten aus Kauriholz, Kleidungen und Textilien und Trophäen von Pferderennen aus.
Im Untergeschoss des Museums befindet sich der Bernstein-Raum mit der weltgrößten Sammlung von rohen und geschliffenen Kauriharz-Stücken und Gegenständen aus Kauriharz.
Im Museumsladen können Gegenstände aus fossilem Kauriholz und Kauriharz erworben werden.

## Außengelände
Auf dem Außengelände befinden sich ein komplett eingerichtetes denkmalgeschütztes Schulgebäude, das 1878 bis 1972 genutzt wurde. Das historische Postamt von Matakohe zeigt eine Ausstellung von Telefonen. Es war 1908 bis 1988 Postamt der Gemeinde. Im Freigelände sind ein 45.000 Jahre alter Kauristamm und eine Seilwinde ausgestellt. Auf der anderen Straßenseite gegenüber dem Haupteingang befindet sich die 1867 aus Kauri errichtete Kirche, die als Schule, Gemeinderaum und Kirche vor allem von Methodisten und Anglikanern genutzt wurde und heute noch für spezielle Anlässe genutzt wird.

## Fotogalerie

Ausstellungsstücke des Museums
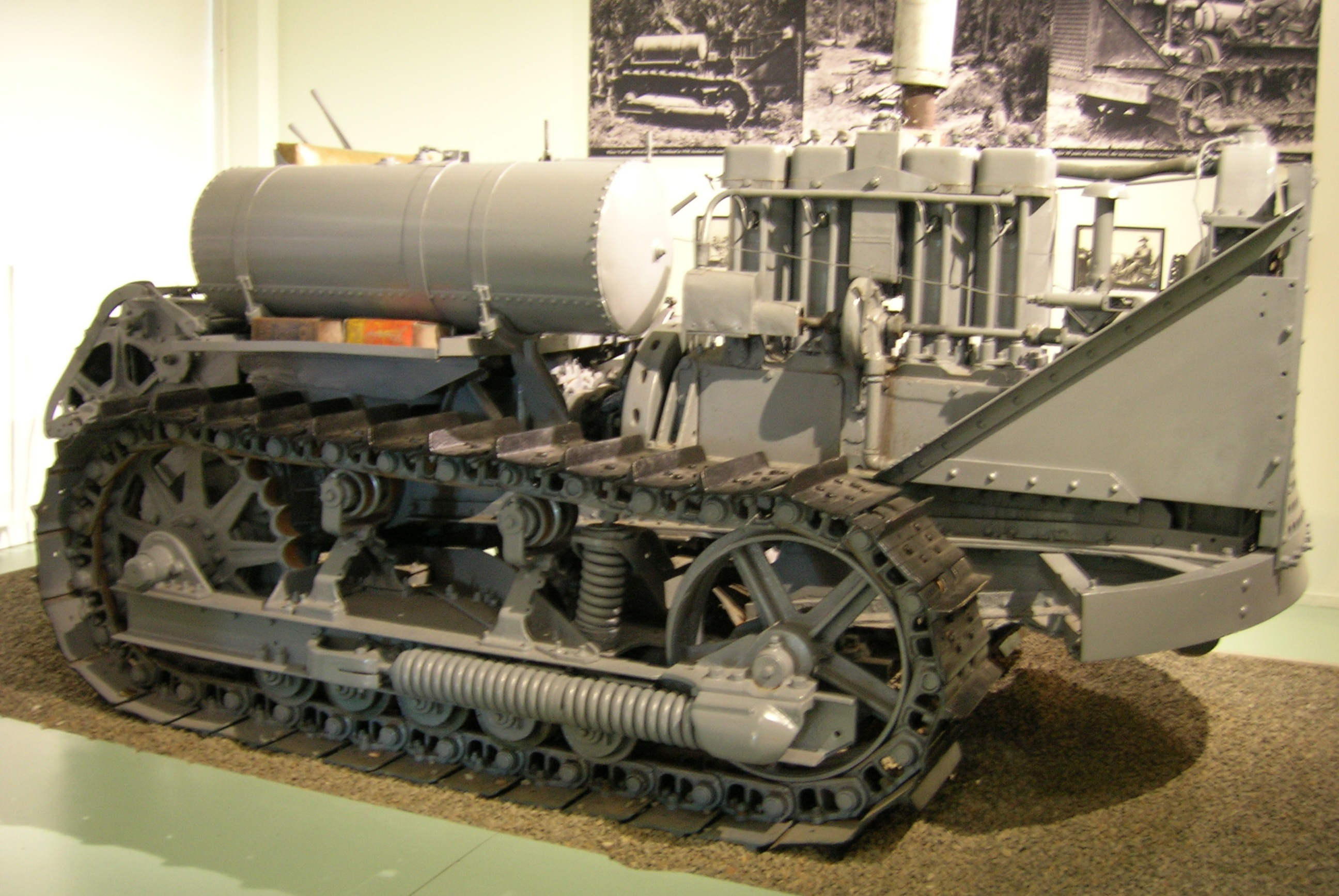
Schlepper Cat-60
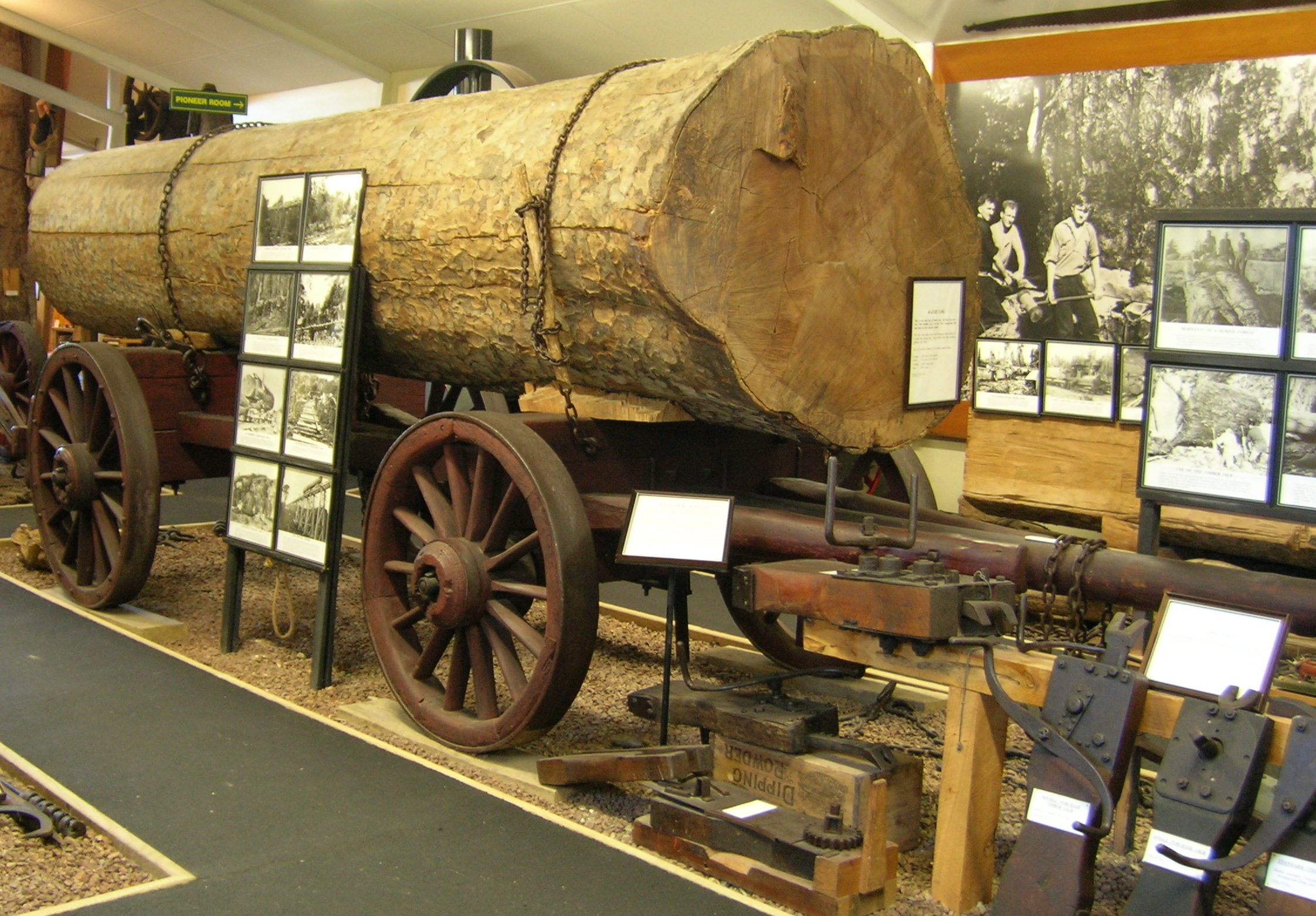
Transportwagen mit Kauristamm-Abschnitt
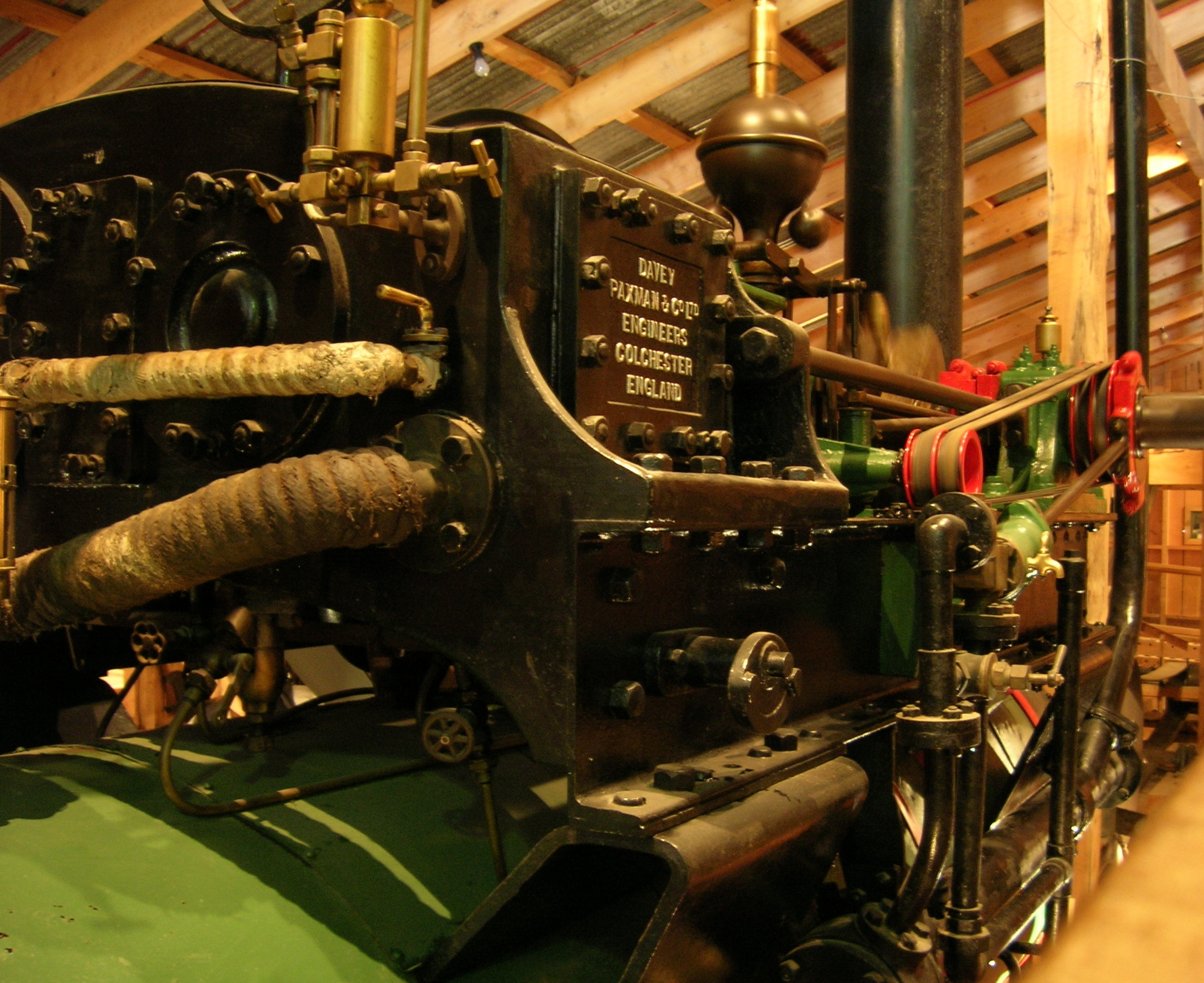
Dampfmaschine
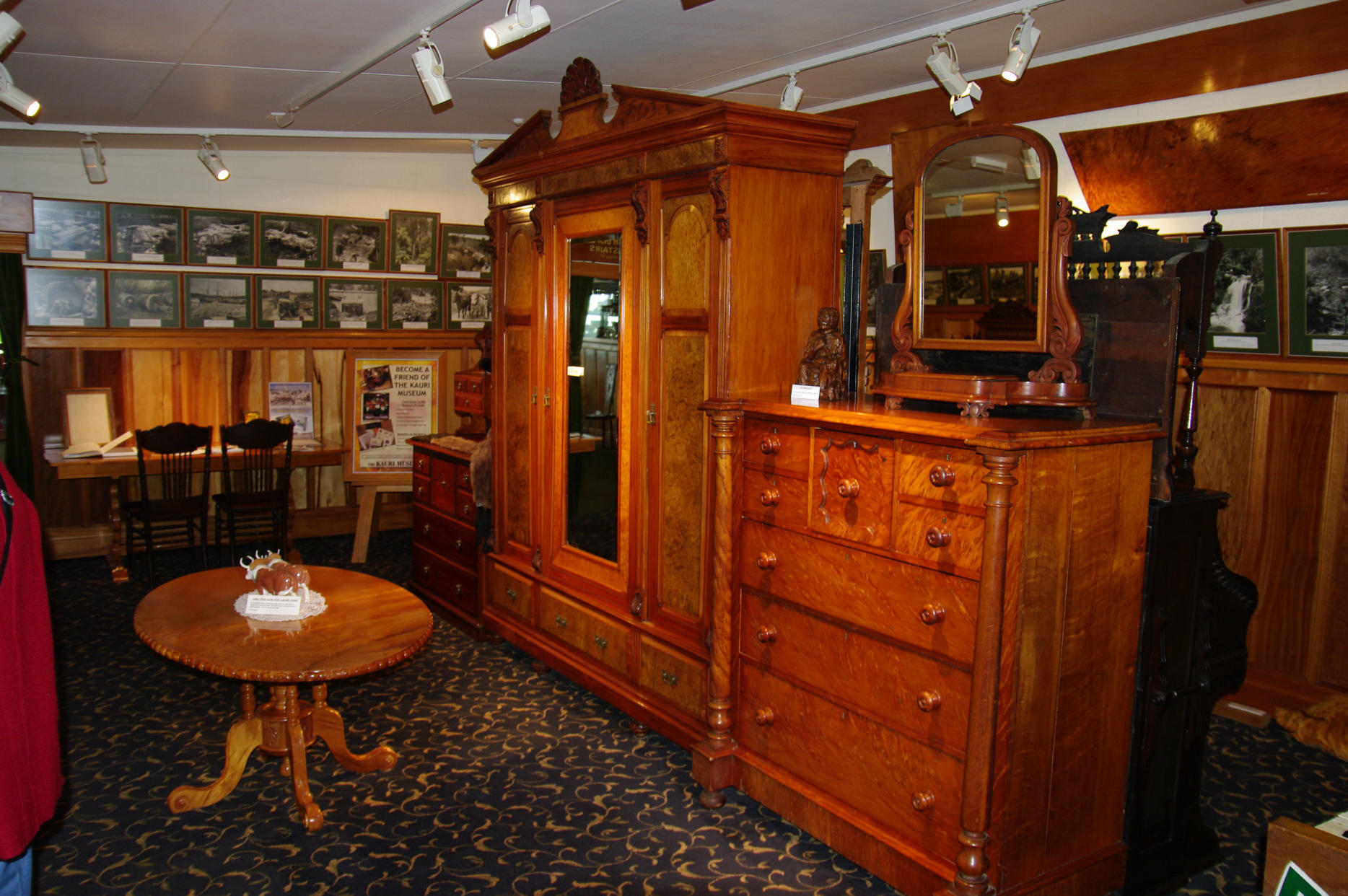
Möbel aus Kauriholz
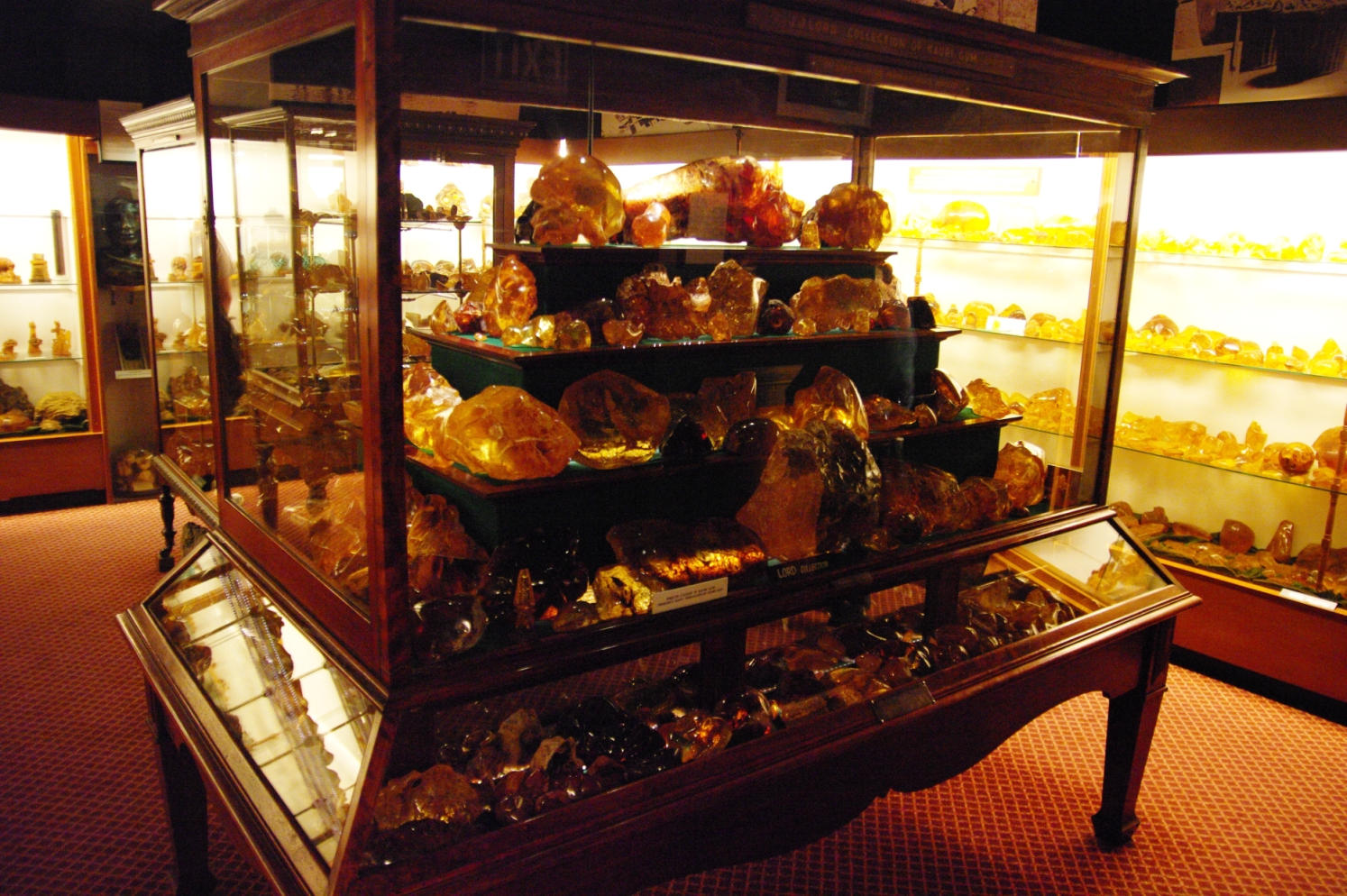
Ausstellung von Kauriharz
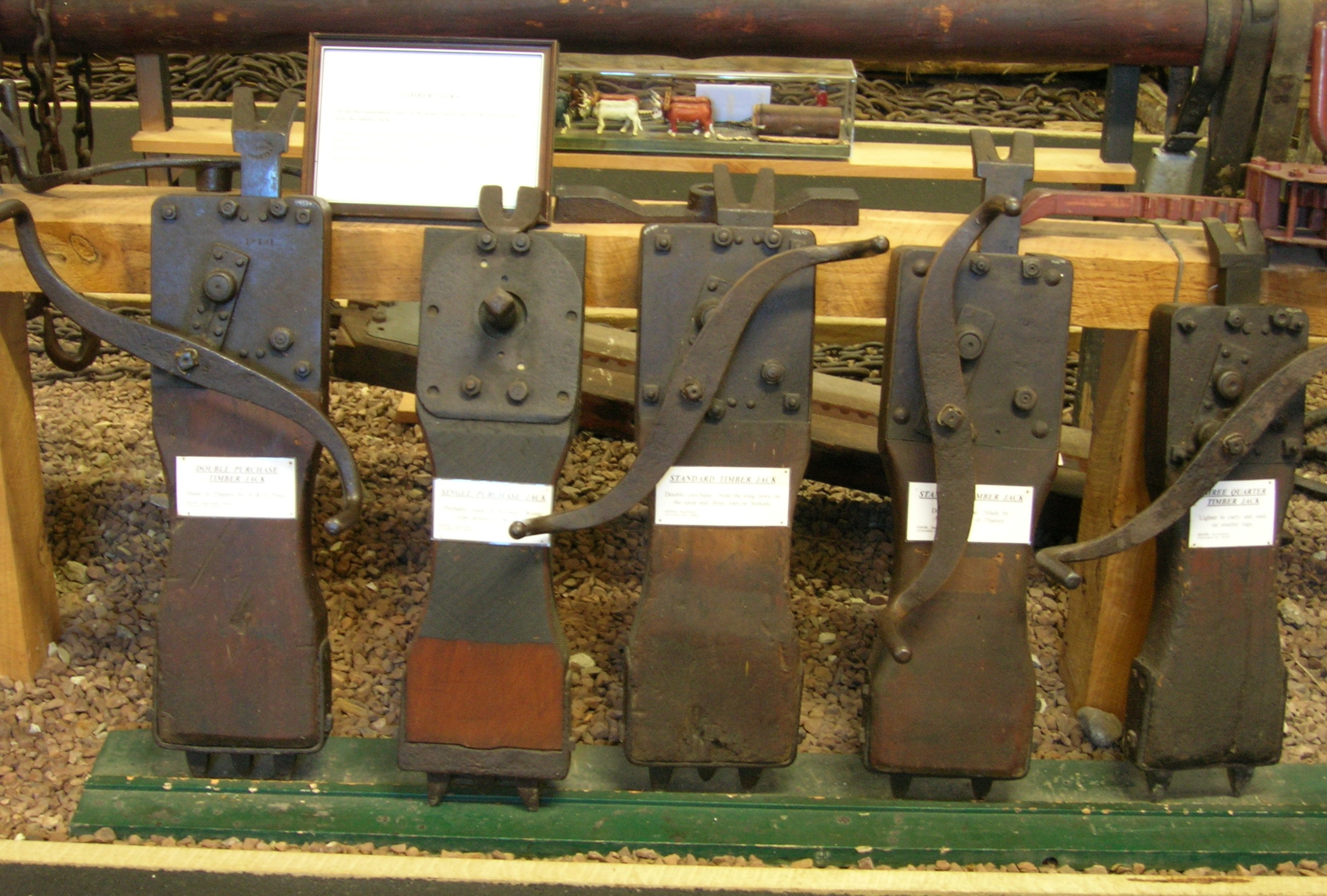
Winden zum Bewegen der Kauristämme
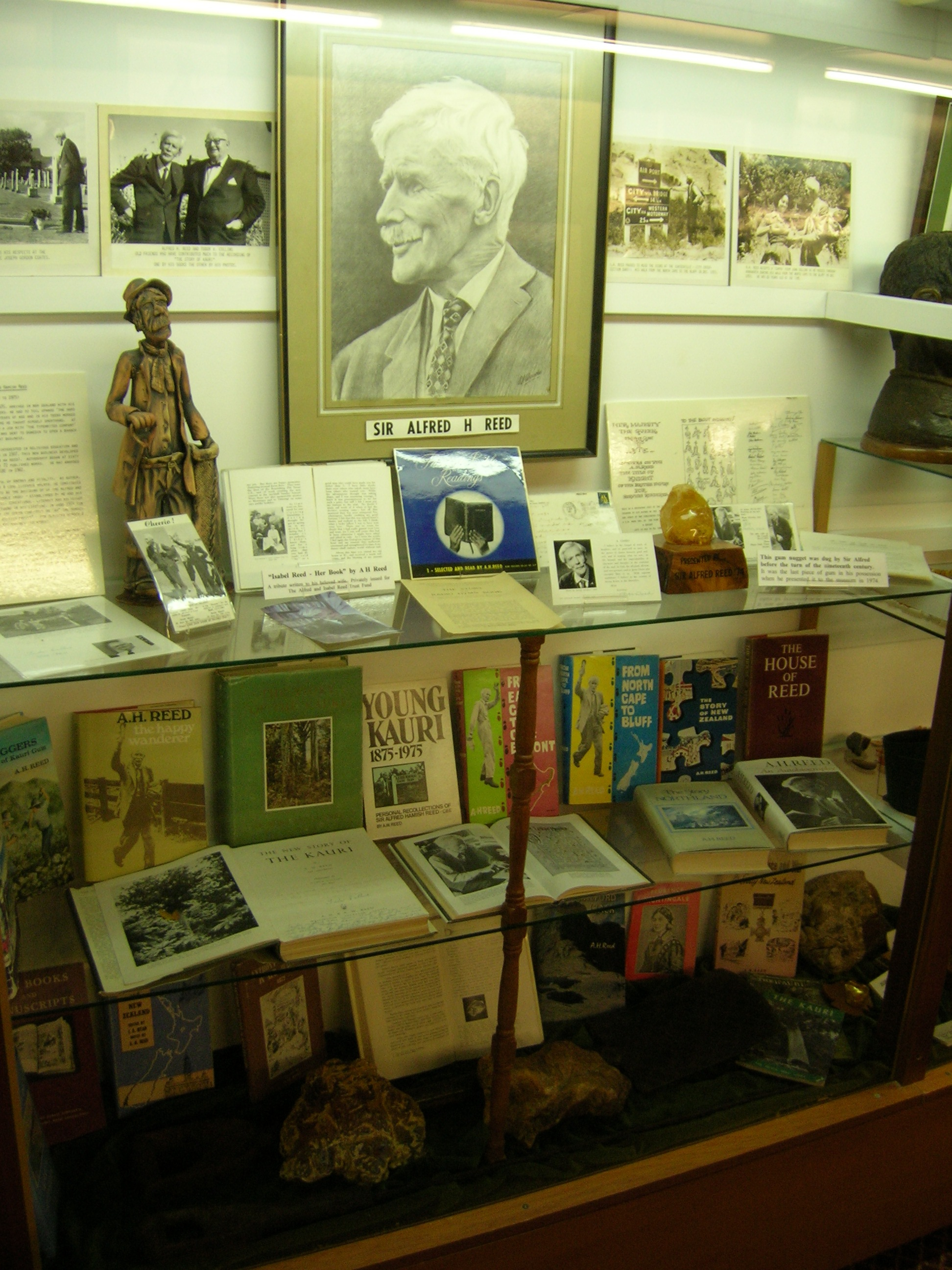
Ausstellungsstücke zu A.H. Reed